# Postamt (Darmstadt)
Das Postamt am Darmstädter Hauptbahnhof ist ein Kulturdenkmal.

## Architektur und Geschichte
Das ehemalige Kaiserliche Postamt wurde in Darmstadt nach Plänen des Frankfurter Architekten Friedrich Sander erbaut.
Sanders symmetrisches zweistöckiges Bauwerk mit großem Walmdach wurde zeitgleich mit der Einweihung des Darmstädter Hauptbahnhofes im Jahre 1912 eröffnet.
Das Gebäude ist im traditionalistischen Stil entworfen worden und wurde mit barockem Zierrat des Historismus geschmückt. Die Fassade ist mit Muschelkalk verkleidet.
Die Putten-Reliefs und die aufwändigen Schmiedeeisengitter vor den Fenstern schmücken den Verwaltungsbau.
Das Postamt wurde im Jahre 1990 entkernt und neu ausgebaut.
Die Fassade blieb stehen und wurde saniert.
Das Dach wurde neu gedeckt.
Das Bauwerk fügt sich harmonisch in die Umgebung ein und schließt den Platz der Deutschen Einheit nach Norden hin ab.

## Denkmalschutz
Aus architektonischen und ortsgeschichtlichen Gründen gilt das Bauwerk als Kulturdenkmal.